# محوطه برد دهو
محوطه برد دهو مربوط به هزاره اول است و در شهرستان سقز، بخش مرکزی، روستای عرب اوغلی علیا واقع شده و این اثر در تاریخ ۱۰ دی ۱۳۸۱ با شمارهٔ ثبت ۶۸۳۷ به‌عنوان یکی از آثار ملی ایران به ثبت رسیده است.